# Bloxamiaceae
Bloxamiaceae is een familie van de Leotiomycetes, behorend tot de orde van Helotiales.

## Taxonomie
De familie Bloxamiaceae bestaat uit één geslacht: Bloxamia.